# Palafrugell
Palafrugell és un municipi de Catalunya situat a la comarca del Baix Empordà. Amb una població censada de 23.244 habitants (2020) és el municipi més poblat de la comarca. El terme municipal limita amb els de Mont-ras, Forallac, Torrent, Regencós i Begur. La vila de Palafrugell és el centre del municipi, on també hi ha els nuclis rurals de Santa Margarida i Ermedàs, el poble de Llofriu, a peus de les Gavarres, juntament amb els nuclis costaners de Calella, Llafranc, Tamariu i Aigua Xelida. D'aquesta manera, el municipi viu dividit entre el mar i l'interior, tot i que la importància del seu litoral ha condicionat el desenvolupament social i econòmic, transformant una vila tradicionalment tapera, en un centre turístic i de serveis plenament consolidat.
Té algunes cales representatives de la Costa Brava i disposa d'una tradició gastronòmica extensa i d'una riquesa cultural personificada en l'escriptor Josep Pla. Una de les principals fonts de riquesa del municipi ha estat la indústria surera, que actualment encara gaudeix de gran prestigi. Aquesta indústria havia estat enfocada en bona part a l'exportació de taps de suro arreu del món. Palafrugell és una de les destinacions turístiques i de segona residència més gran de les comarques gironines. Això fa que la població al pic de l'estiu se situï al voltant dels 60.000 habitants, pràcticament triplicant la població censada. La franja litoral comprèn 12 km de retallades cales i petites platges.
| Entitat de població    | Habitants (2024) |
| Palafrugell            | 22.373           |
| Calella de Palafrugell | 666              |
| Llafranc               | 322              |
| Tamariu                | 299              |
| Llofriu                | 287              |
| el Bruguerol           | 182              |
| Ermedàs                | 45               |
| la Vessana             | 36               |
| Santa Margarida        | 35               |
| Font: Idescat          |                  |

## Geografia
- Llista de topònims de Palafrugell (orografia: muntanyes, serres, collades, indrets...; hidrografia: rius, fonts...; edificis: cases, masies, esglésies, etc.).

El municipi de Palafrugell, amb 26 km² de superfície i uns 23.000 habitants, està situat en un corredor que allarga la plana baixempordanesa fins al Mediterrani. La ciutat la formen el nucli administratiu, a l'interior, i vora la costa els nuclis de Llafranc, Calella i Tamariu, que són en l'actualitat uns actius centres turístics, a més del nucli de Llofriu, al peu de les Gavarres, i els veïnats de Santa Margarida i Ermedàs a mig camí del mar i la plana on s'ubica la ciutat.
Situades entre els contraforts més orientals de les Gavarres i les muntanyes de Begur, les terres que conformen l'actual nucli de Palafrugell van ser des de temps immemorials un lloc pantanós on abundava l'aigua i escassejava qualsevol tipus d'hàbitat. El més antic del municipi el localitzem al paratge dels Torrents, a Llafranc, on encara avui hi podem apreciar el dolmen de Can Mina.
Una situació privilegiada, damunt el cap de Sant Sebastià, una muntanya imponent que cau 165 metres sobre el mar en el seu punt més alt, va afavorir que al segle vi aC s'hi establís un petit poblat ibèric. Des d'allà, els ibers controlaven el mar, però també les terres interiors. Les excavacions arqueològiques han descobert unes enormes sitges, un element significatiu del jaciment, que demostren la importància de l'agricultura per als seus pobladors, com també la ramaderia i molt especialment la pesca. També hi destacaven altres activitats, com l'explotació de les pedreres, l'artesania i el comerç amb pobles grecs i itàlics, com ho demostren les nombroses peces d'importació que s'hi han localitzat.
El 2005 el límit entre els municipis de Palafrugell i Begur va ser modificat per facilitar la vialitat de Palafrugell, població que va incorporar una àrea del terme d'Esclanyà i va cedir la seva part de la urbanització de la Vessana i una part de la d'Aigua Xelida a Begur.

## Història

### Llafranc romà
Al segle ii aC, amb l'arribada dels romans a Empúries, el poblat de Sant Sebastià va viure un lent i progressiu abandonament en favor del nucli de Llafranc, ocupat de manera permanent fins al segle IV dC. La localitat de Llafranc es va convertir en època romana en un destacat centre de producció de vi i de terrissa. Des del seu port sortien àmfores per emmagatzemar vi, materials de construcció, ceràmica de cuina i vaixella, a més del vi cultivat en el seu rerepaís, on s'han localitzat més d'una desena de vil·les romanes.
Del passat romà, el poble en conserva els vestigis del que va ser una premsa de vi i un celler molt a prop de l'església de Santa Rosa, situada en un petit promontori, on les excavacions arqueològiques han descobert els habitatges més antics del jaciment. L'any 1980 els arqueòlegs hi van fer una descoberta espectacular i única a Catalunya: 78 teules crues d'època romana abandonades abans de la cuita.

### El nucli emmurallat medieval
A partir dels segles V i VI dC, la inseguretat del litoral va afavorir que s'establissin poblaments a l'interior. Així va néixer Vila-seca, avui incorporat al nucli urbà, Santa Margarida i Ermedàs. Palafrugell, un nom d'origen antroponímic –Palau significa casa forta i Frugell designa un nom propi d'arrel germànica–, va néixer segurament com a lloc fortificat de defensa.
La referència més antiga del municipi la trobem en un document de l'any 988 que es conserva a l'Arxiu de la Catedral de Girona, on una dona que es deia Ermengarda donava les seves propietats situades a Palau Frugell al monestir de Sant Pere de Galligants de Girona. Segurament al segle xiii va construir-se una primera muralla sobre un petit turó, d'uns vuitanta metres d'altitud, que delimitava els actuals carrers Pi i Margall, Cavallers, dels Valls –on probablement hi havia un fossat– i plaça Nova. Al recinte, s'hi accedia per dos portals –el Portal d'Amunt, al carrer dels Valls, i el Portal d'Avall, davant del Raval Inferior– que donaven accés al carrer principal del recinte, el carrer Major, nom que encara es manté avui.
Al centre del nucli hi havia la plaça de l'Església, plaça pública del poble fins que va construir-se la plaça Nova a finals del segle xviii, i l'església de Sant Martí, edificada entre el 993 i el 1019. El temple parroquial, de dimensions molt més modestes que l'actual, va ser objecte de diverses obres i ampliacions, com la del segle xv o la del segle xviii, quan es va construir la Capella Fonda i el mestre de cases bisbalenc Joan Ranté va projectar l'actual campanar, de planta quadrada i cos octogonal, que va restar inacabat i que ha esdevingut un dels elements identificatius de la vila.
Fora del nucli emmurallat van aparèixer altres hàbitats. A l'interior, el nucli rural de Llofriu s'esmenta l'any 1062 (Lofrid), com a possessió del comte de Barcelona Ramon Berenguer I, i la seva església de Sant Fruitós, el 1121. A la costa, la por al mar va ser la responsable que els barris que s'hi van establir fossin temporals fins al segle xviii. Tamariu apareix documentat l'any 1039 i Calella i Llafranc, en el capbreu del monestir de Santa Anna de 1339-1345.
L'any 1194 el rei Alfons I el Cast, rei de Catalunya i Aragó, va cedir els termes de Palafrugell i Mont-ras a l'ordre dels Cavallers del Sant Sepulcre; l'any 1250 es va formalitzar la cessió al Priorat de Santa Anna de Barcelona, de l'esmentat ordre. Aquesta institució eclesiàstica va ser fins a les desamortitzacions fetes durant la Revolució Liberal el principal senyor de les terres que conformen el municipi actual, per bé que hi va haver altres senyors eclesiàstics i laics amb possessions en el terme.
El pas del temps ha esborrat gairebé la totalitat del passat arquitectònic medieval de la població. L'any 1816, acabada la guerra del Francès, van començar les obres de demolició de les torres i gairebé un segle després, el 1908, en va caure l'última, la torre de Can Moragues. En l'actualitat tan sols es conserva un traçat irregular de carrers estrets i cases remodelades entre l'església de Sant Martí i plaça Nova, una zona que els palafrugellencs encara anomenen dins la vila. El nom de Palafrugell bé d'un comte que tenia un Palau i el seu cognom era Frugell i va dir que el seu poble es diria Palafrugell.

### Torres de guaita
Del segle xv al XVIII, quan el perill provenia del mar, de les naus pirates i corsàries al servei de l'Imperi otomà que tenien base a Alger, es va construir una extensa i efectiva xarxa defensiva. El municipi conserva un ric patrimoni d'aquesta època en forma de torres de vigilància i de defensa annexes a masies. Encara avui una quinzena de torres remodelades s'aixequen dins del nucli urbà, Mont-ras, Calella i les planes d'Ermedàs i Santa Margarida.
Damunt el cap de Sant Sebastià, s'erigeix la més antiga de totes. La torre, que porta el nom del copatró de la vila, va ser començada el 1441 i a la planta baixa hi havia una capella dedicada al màrtir. Al segle xviii es va construir el santuari de Sant Sebastià i es va incorporar a la torre ermita una nova església i també una hostatgeria que va rebre pelegrins d'arreu del país.

### De l'expansió delseglexvia la crisi del XVII
L'època de fortificació de les masies va lligat també al creixement generalitzat que es produeix al segle xvi després de les penúries viscudes arran de la crisi baixmedieval i les epidèmies reiterades que va viure la vila durant la segona meitat del segle xv. L'any 1553 el municipi comptava aproximadament amb 960 habitants.
Al segle xvi el municipi va acollir immigrants occitans i van aparèixer nous barris fora muralla: els ravals de Dalt i de Baix, la Caritat, les Botines, la Tarongeta, el Pedró, la Garriga, les Cases Noves i el Vilar, agrupacions de cases que s'aniran ampliant al llarg del segle xvii no sense patir els efectes de la catastròfica pesta bubònica de l'any 1652, que va causar en dos anys uns 230 morts, ni tampoc les conseqüències de les guerres contra Felip IV.
El 1638 la revolta dels veïns contra les tropes castellanes que s'allotjaven dins del municipi, passant per alt així el privilegi que el rei Jaume I havia atorgat a la vila el 1251, va donar lloc al combat de Palafrugell, uns fets que alguns historiadors consideren un dels precedents de la guerra dels Segadors. L'aixecament popular va tenir lloc el 20 de juliol, dia de Santa Margarida, en protesta pels més de 300 soldats que residien a les cases dels propis veïns. La repressió va ser brutal: algunes de les cases van ser incendiades i algunes esglésies saquejades. El 1640, en esclatar la guerra dels Segadors, les tropes castellanes van cremar 28 cases i van saquejar l'església de Santa Margarida.
L'any 1637, 300 homes de l'exèrcit castellà mancats de paga i indisciplinats s'allotgen a Palafrugell contravenint el privilegi que Jaume I el Conqueridor havia atorgat a la vila el 1251 i es dediquen al pillatge, maltracte i vexació desenfrenada. Aquesta situació provoca la crispació dels palafrugellencs. La vila es revoltà el 20 de juliol de 1638 contra els 300 soldats dels tercios castellans que s'hi havien tornat a establir a la població. Hi moriren dos capitans i alguns soldats i, en represàlia foren enviades a la vila tres o deu companyies de càstig, i la població fou saquejada pels soldats, que van cremar algunes cases i profanar tres esglésies, incloent la de la vila de Llofriu, en el que es considera el precedent del Corpus de Sang, que va iniciar la Guerra dels Segadors.

### L'aparició de la manufactura del suro
Després de la guerra de Successió (1705-1714), el poble va experimentar un creixement demogràfic i econòmic espectacular. Entre 1719 i 1787, la vila va passar de 726 habitants a 2.377, fet que es va traduir en un important creixement urbà i en la consolidació de barris que fins aquells moments havien estat hàbitats temporals, com Calella, Llafranc o Tamariu. Fins llavors, el bestiar, la captura de corall, la pesca i el conreu de tota mena de cereals havien estat les activitats productives bàsiques.
A partir del segle xviii el municipi, com moltes altres poblacions empordaneses, va especialitzar-se en el conreu de la vinya, que va ocupar terres improductives fins llavors, a prop dels penya-segats i del mar. També aquests nous productes van possibilitar un increment dels intercanvis amb els mercats europeus i les colònies d'ultramar. Així, Calella va esdevenir el port natural dels productes agrícoles i artesanals d'algunes poblacions empordaneses de l'interior.
Però, sens dubte, va ser l'aparició de la manufactura surera l'autèntica protagonista del redreçament econòmic. L'any 1760 en el Llibre de confirmacions de la Parròquia de Sant Martí apareix la referència d'un jove taper, Anton Ferrer. A finals del segle, un funcionari de l'Administració borbònica que viatjà per Catalunya, Francisco de Zamora, anotava en el seu diari que hi havia treballant uns 300 tapers.
El 1845, durant el regnat d'Isabel II, a Palafrugell existien 31 fàbriques de taps que donaven feina a unes 327 persones. A inicis del segle van aparèixer també les primeres organitzacions obreres –la primera d'elles, la Germandat del Carme, és de l'any 1803–, unes agrupacions embrionàries que actuaran de model quan es creïn les societats de socors mutus a partir de la segona meitat del segle.
Palafrugell va tenir ajuntament constitucional una vegada acabat l'antic règim senyorial, el primer terç del Segle XIX. El seu terme va abarcar, a més del seu propi, els termes de Llofriu i de Mont-ras. El 1858, però, Mont-ras se'n va segregar.

### La civilització surera
El suro i les indústries derivades van convertir-se entrat el segle xix en la principal activitat econòmica del municipi i la seva mecanització, ara fa cent anys, va transformar un vila agrària en una ciutat industrial. El suro va produir també una nova societat regida per valors, costums, pràctiques socials i formes d'oci modernes. Al Palafrugell d'inicis del segle xx havien aparegut els primers clubs esportius, diverses societats recreatives (l'Ateneu Palafrugellenc, el Casal Popular...), més d'un casino (Centre Fraternal, el Cercle Mercantil...), i un nombre considerable de bars, cafès i clubs classicistes.
Els ingressos que va suposar la indústria per a la corporació municipal i per a algunes famílies van possibilitar la construcció d'alguns edificis emblemàtics de l'època: el xalet modernista de Can Mario, el casal de Can Bech de Careda, la Casa Almeda, l'Econòmica Palafrugellenca –seu de l'actual biblioteca– i les construccions públiques del Mercat Cobert, l'Escorxador municipal i l'Escola d'Arts i Oficis.
Tot això va anar acompanyat d'un creixement de la població –l'any 1910 Palafrugell, amb 9.018 habitants, era la segon municipi més poblat de la comarca–, i d'una gran expansió urbana, motivada per l'aparició de noves fàbriques, una moderna i mecanitzada fàbrica de suro que va representar la decadència definitiva de l'artesanat taper.
L'any 1900 es va crear la gegantina Manufacturas de Corcho S.A., que va liderar durant la dècada de 1920 l'exportació industrial espanyola. Avui d'aquella empresa en queden les naus que alberguen la Fundació Vila Casas i també la torre d'aigua, construïda per l'arquitecte Guitart, que, al bell mig de la plaça de Can Mario, s'ha convertit en un dels elements més visibles del paisatge urbà de Palafrugell.

### Turisme

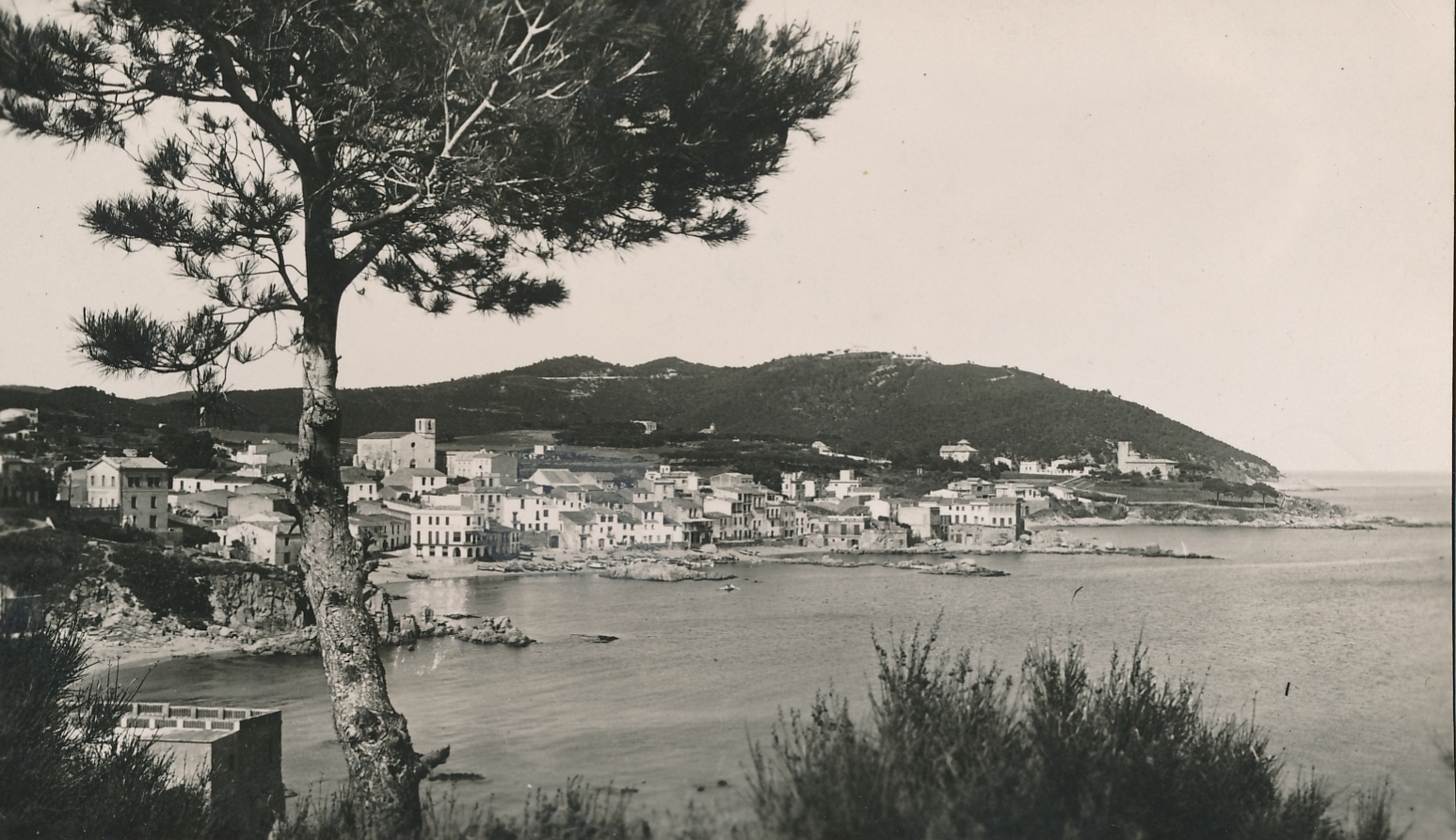
Vista de la Calella de Palafrugell el 1943

Acabada la postguerra, el turisme i tots els sectors derivats van substituir el suro com a principal motor econòmic. El turisme, però, no era un fenomen nou ni desconegut. Abans de la guerra havia estat una activitat reduïda, circumscrita a les classes més acomodades de la societat catalana, espanyola i europea. Els russos de Cap Roig, Nicolas Woevodski i Dorothy Webster, són l'exemple més revelador d'aquest tipus de turistes. A mitjan anys vint van arribar al municipi i van construir dalt del cap Roig un castell d'inspiració tardomedieval i un jardí botànic que ha arribat a acollir més de 500 espècies botàniques de tot el món.
L'any 1933 va celebrar-se en el santuari de Sant Sebastià una primera assemblea de turisme, davant destacades autoritats de la II República, amb la intenció de planificar una demanda que anava en augment i limitar el creixement desmesurat en la franja marítima. El 1932 s'havia creat el Foment de Turisme Municipal i tres anys més tard, arran dels acords presos en l'assemblea de Sant Sebastià, l'Associació de Municipis i el Patronat de la Costa Brava, organismes carregats de bones intencions que la Guerra Civil es va encarregar d'esborrar.
A partir de 1955 va produir-se el definitiu boom. La vila va continuar creixent i van aparèixer nous barris per acollir la població immigrada mentre que a la franja marítima van proliferar els habitatges de segona residència. De la dècada dels seixanta daten algunes de les infraestructures més aplaudides –l'autovia de Calella (1967)– i més discutides –el port esportiu de Llafranc (1963)–, nous centres educatius i altres equipaments i activitats vinculades amb l'esport i la cultura (l'estadi Josep Pla Arbonés, la Casa de Cultura...).
Una transformació urbana que anava en consonància amb un ressorgiment cultural i social de la vila que va organitzar les Festes de Primavera l'any 1963 arran de la prohibició governamental de celebrar el Carnaval, i la Cantada d'Havaneres de Calella el 1967 per recuperar unes cançons d'una època en què més d'un havia provat de fer fortuna a Cuba.

## Patrimoni local

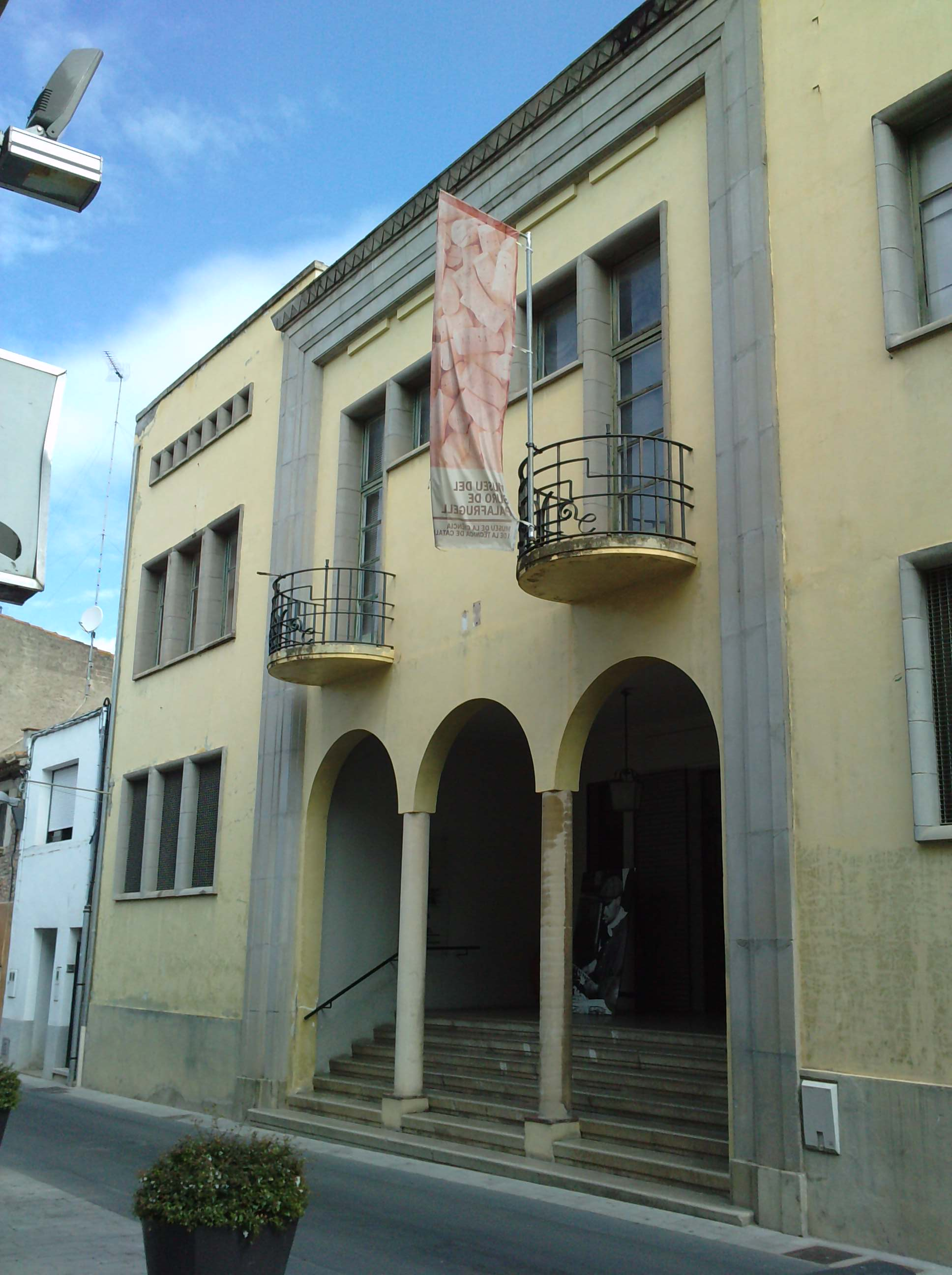
Antiga seu Museu del Suro, actualment en procés de trasllat a l'espai cultural Can Mario

### Béns d'Interès Nacional
- La Torre de Can Mario

És una edificació singular d'estructura de ferro projectada per l'arquitecte General Guitart i Lostalo, construïda entre 1904 i 1905 per Talleres del Arquitecto Juan Torras, de Barcelona, amb les funcions de dipòsit regulador de la pressió de l'aigua. Està situada en l'espai central de l'antiga fàbrica de suro, al nucli urbà de Palafrugell. És una obra plena de singularitat tècnica, espacial, volumètrica i estilística amb caràcter únic en el context del patrimoni cultural de Catalunya, essent una excel·lent mostra de l'arquitectura de ferro, extrem al qual cal afegir el seu valor de fita urbana i referència visual.

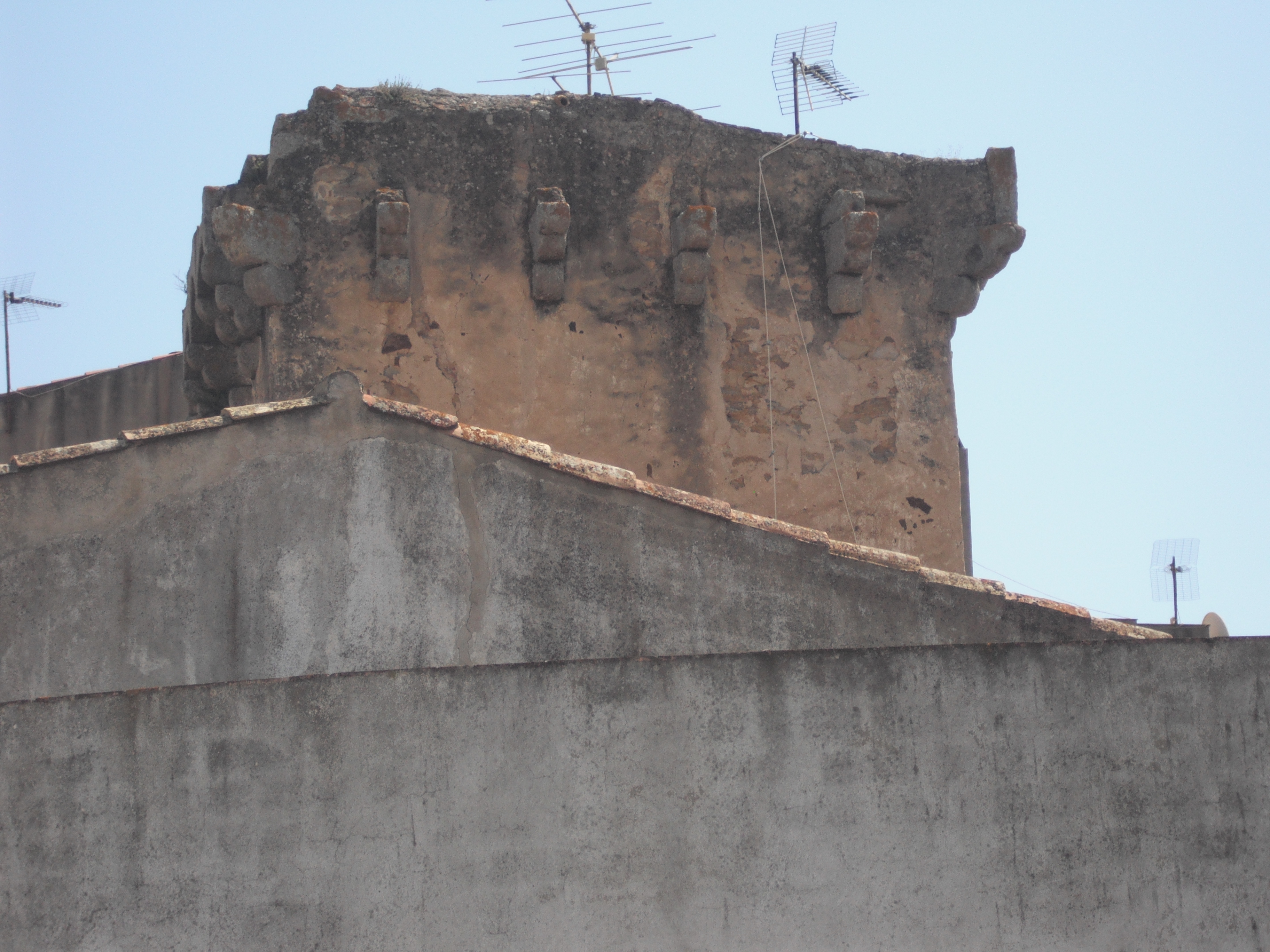
Torre de Can Boera

- La Torre de Sant Sebastià
- Conjunt històric del Port Bo
- Elements defensius

### Patrimoni històric
- La Vila

És un nucli format a partir del primitiu poblat alt-medieval que s'havia situat al cim d'aquest pujol de més de vuitanta metres. És probable que el naixement de Palafrugell es degui a una sagrera. Amb el temps, el nucli s'estructurà a l'entorn de l'església, que, junt amb les primeres edificacions, va quedar tancada pel recinte de la muralla. El perímetre resseguia els actuals carrers dels Valls (on hi havia un fossat), el carrer Cavallers, Plaça Nova i el carrer Pi i Margall. S'hi accedia per dos portals, el Portal d'Amunt que connectava el nucli emmurallat amb el barri del Raval Superior i altres barris situats al nord del poble i el Portal d'Avall localitzat a la banda de migdia de la vila. La muralla tenia set torres rodones, excepte la torre de la Presó que era quadrada, i van ser enderrocades al segle xix. L'última, la torre de can Moragues, va ser derruïda el 1908. El nucli actualment conserva el testimoni de la trama urbana d'arrel medieval, exceptuant la plaça situada al nord de l'església -que ha obtingut la seva fesomia actual mitjançant l'enderroc durant el segle xx d'algunes illes de cases. Hi ha alguna pervivència puntual d'edificacions dels segles XV-XVI, però les característiques predominants responen als models dels segles XVII-XVIII. És probable que s'hagin conservat moltes més característiques de les construccions d'aquests segles de les que actualment s'observen, ja que poden haver quedat emmascarades per actuacions diverses sobre les façanes. També hi ha alguns edificis del segle xix. I alguns edificis recents del s. XX que no respecten la trama parcel·laria tradicional i modifiquen negativament la imatge del teixit urbà.

## El parlar de Palafrugell
Coses sentides. El parlar de Palafrugell és una obra col·lectiva que recull d'uns 1.500 mots catalans singulars del municipi Palafrugell. Hi van participar diversos col·laboradors coordinats per Carles Serra i Maria Bruguera. Pretén ser una eina per preservar les paraules i expressions que s'estan perdent del català de Palafrugell, però també té la pretensió de ser un instrument per fomentar l'ús d'aquestes paraules i revitalitzar-les. Moltes de les paraules estan influenciades per activitats pròpies de la zona com les relacionades amb la pagesia, el mar o la indústria surera. També és un homenatge als que varen ser uns precursors en defensa d'aquestes expressions, com Josep Pla, Irene Rocas, Josep Martí i Clarà, Bepes, entre d'altres. El llibre també està il·lustrat amb dibuixos d'artistes palafrugellencs que han participat desinteressadament. Aquest llibre va estar editat inicialment el setembre de l'any 2009 i l'abril de 2011 es va reeditar.

## Educació

### Llar d'infants (0-3 anys)
- Vedruna
- LLI Privada Santa Teresa
- LLI Privada Els Cargolets
- LLI Els Belluguets
- LLI Tomanyí

### Llar d'Infants (3-6 anys)
- Escola Torres Jonama
- Escola Josep Barceló i Matas
- Vedruna
- Sant Jordi
- Escola Carrilet
- Escola Pi Verd

### Primària
- Escola Torres Jonama
- Escola Josep Barceló i Matas
- Vedruna
- Sant Jordi
- Escola Carrilet
- Escola Pi Verd

### ESO
- Prats de la Carrera
- Sant Jordi
- Institut Frederic Martí i Carreras
- Institut Baix Empordà
- Institut Nou Palafrugell

### Batxillerat

#### Batxillerat d'Humanitats i Ciències Socials
- Institut Frederic Martí i Carreras
- Institut Baix Empordà

#### Batxillerat de Ciències i Tecnologia
- Institut Frederic Martí i Carreras
- Institut Baix Empordà

### Programa de Formació i Inserció d'Auxiliar de Serralleria i Construccions metàl·liques
- Institut Baix Empordà

## Entitats
- El Club d'Escacs Palafrugell va ser fundat l'any 1932. És un dels clubs d'escacs més antics de la demarcació de Girona (veure llista de clubs d'escacs gironins). El Club d'Escacs Palafrugell té com a funcions principals la competició dels seus membres al campionat de Catalunya i l'organització del Torneig d'Escacs Costa Brava. L'any 2016 organitza el XXIX Open Costa Brava. El torneig va ser instaurat l'any 1973 de la mà del llavors president de l'entitat, Ferran Muñoz. Despès de 17 edicions, el torneig va deixar de fer-se fins a l'any 2003, quan la nova junta que presideix Francesc Nuñez el va recuperar. Entre els jugadors més importants que han guanyat aquest torneig hi figuren noms destacats com el Mestre Internacional Angel Martín, El Mestre Internacional Juan Fluvia Poyatos o el Gran Mestre Àlvar Alonso.

## Festes
- Des del 1966 cada primer dissabte de juliol se celebra la Cantada d'Havaneres a la cala del Port Bo de Calella de Palafrugell
- Les Festes de Primavera són una celebració carnavalesca del municipi que va néixer l'any 1962 després de la prohibició de celebrar el carnaval a tot l'Estat espanyol. Per evitar la prohibició, van traslladar la festa a la primavera amb l'excusa de celebrar l'arribada d'aquesta estació. Hi participen colles carrossaires de tota la Costa Brava
- La setmana del 20 de juliol se celebra la Festa Major, amb motiu del dia de Santa Margarida, patrona del municipi
- Entre el gener i el març se celebra la campanya gastronòmica Garoinada.[13]

## Demografia
| 1497 f | 1515 f | 1553 f | 1717 | 1787  | 1857  | 1877  | 1887  | 1900  | 1910  |
| ------ | ------ | ------ | ---- | ----- | ----- | ----- | ----- | ----- | ----- |
| 169    | 108    | 213    | 820  | 2.609 | 5.692 | 6.270 | 6.603 | 7.087 | 9.018 |

| 1920  | 1930  | 1940  | 1950  | 1960  | 1970   | 1981   | 1990   | 1992   | 1994   |
| ----- | ----- | ----- | ----- | ----- | ------ | ------ | ------ | ------ | ------ |
| 8.746 | 8.682 | 7.905 | 7.698 | 9.123 | 12.256 | 15.030 | 17.014 | 17.335 | 17.335 |

| 1996   | 1998   | 2000   | 2002   | 2004   | 2006   | 2008   | 2010   | 2012   | 2014   |
| ------ | ------ | ------ | ------ | ------ | ------ | ------ | ------ | ------ | ------ |
| 17.303 | 17.564 | 18.154 | 19.115 | 19.813 | 21.307 | 22.109 | 22.622 | 22.880 | 22.763 |

| 2016   | 2018   | 2020   | 2022   | 2024   | 2026 | 2028 | 2030 | 2032 | 2034 |
| ------ | ------ | ------ | ------ | ------ | ---- | ---- | ---- | ---- | ---- |
| 22.868 | 22.860 | 23.244 | 23.396 | 24.300 | -    | -    | -    | -    | -    |

| 1497 | 1515 | 1553 | 1787  | 1887  | 1900  | 1920  | 1950  | 1970   | 2000   | 2010   | 2024   |
| 169  | 108  | 213  | 2.609 | 6.603 | 7.087 | 8.746 | 7.698 | 12.256 | 18.154 | 22.622 | 24.300 |

## Fills il·lustres
- Josep Pla i Casadevall (1897-1981), escriptor i periodista.

## Llocs d'interès
- El Far de Sant Sebastià, i el seu mirador són a dalt de la muntanya de Sant Sebastià (165 m), que separa Llafranc de Tamariu.
- Camp d'en Prats
- Fundació Cuixart
- Fundació Josep Pla
- Museu Can Mario (Fundació Vila Casas)
- Parc d'Escultures del Jardí Botànic de Cap Roig.[14]
- Museu del Suro de Palafrugell
- Un carrer de Palafrugell porta el nom de Librada Avelino
- El Centre d'Interpretació de la Gastronomia de Catalunya permet descobrir l'evolució de la gastronomia al llarg de la història i l'evolució del turisme a l'Empordanet a través de dos audiovisuals, així com ofereix informació sobre les campanyes gastronòmiques que es duen a terme en el territori, receptes tradicionals, mercats, principals productes de Catalunya amb la seva explicació, etc., a través de panells tàctils.[15][16][17]